# San Juan Quiotepec
San Juan Quiotepec là một đô thị thuộc bang Oaxaca, México. Năm 2005, dân số của đô thị này là 2429 người.